# Fluoruro di carbonile
Il fluoruro di carbonile, o difluoruro di carbonile, detto a volte fluorofosgene, è un composto semplice del carbonio(IV) in cui l'atomo C è unito con un legame doppio all'ossigeno e con due legami singoli al fluoro; la sua formula molecolare è quindi COF2. Da un punto di vista sistematico è un ossifluoruro di carbonio, intermedio come composizione tra CO2 e CF4 e rappresenta anche il difluoruro dell'acido carbonico.
A temperatura ambiente è un gas incolore, igroscopico, non infiammabile, ma estremamente aggressivo e tossico, dotato di odore pungente. Come ossialogenuro del carbonio, dove il C è nel suo massimo stato di ossidazione (+4), è il composto analogo del fosgene, ma con il fluoro (più elettronegativo) al posto del cloro. Il composto intermedio tra questi per composizione è il fluorocloruro di carbonile (COFCl) che, a causa della sua minore simmetria, in diversi casi si mostra più reattivo di entrambi.
È un composto molto stabile termodinamicamente (ΔHƒ° = -638, kJ/mol) ma, ciononostante, anche molto reattivo: con l'acqua, ma anche solo con l'umidità dell'aria in fase gassosa, si idrolizza rapidamente dando alla fine anidride carbonica e acido fluoridrico.

## Struttura molecolare e proprietà
La molecola del fluoruro di carbonile è qualitativamente molto simile a quella del fosgene: è planare trigonale, con il carbonio centrale ibridato sp2, ma la simmetria molecolare è C2v soltanto (non D3h, come nelle specie isoelettroniche BF3 o lo ione carbonato CO32–): oltre al fatto che i tre atomi attorno all'atomo centrale non sono uguali, anche gli angoli differiscono dal valore normale di 120°. Pur essendo qui l'atomo di carbonio legato ad atomi molto elettronegativi, la molecola non è molto polare (μ = 0,95 D), perché i momenti di dipolo dei legami, che dal centro di un triangolo sono diretti verso i vertici, tendono a sottrarsi nella loro somma vettoriale. 
La molecola del fluoruro di carbonile può considerarsi un ibrido di risonanza tra le tre forme limite seguenti, anche se ciascuna delle ultime due (uguali fra loro) contribuisce molto limitatamente alla struttura della molecola reale, perché contiene una separazione di carica di tipo sfavorevole:
[ F2C=O  ←→  +F=C(–F)–O–  ←→  F–C(–O–)=F+ ]
Da indagini combinate di diffrazione elettronica in fase gassosa e spettroscopia rotazionale nella regione delle microonde si sono potuti trovare i parametri strutturali seguenti:
r(C=O)) = 117,17 pm; r(C–F) = 131,57 pm
∠(FCF) = 107,71°; ∠(FCO) = 126,15°
Il legame C=O in COF2 è significativamente più corto rispetto a quello nell'acetone (121,5 pm) e nella formaldeide (120,78 pm), ed è appena inferiore rispetto a quello in COCl2 (117,7 pm), molecola isoelettronica di valenza. Anche il legame C–F è un po' più corto del normale, cioè 135 pm per C(sp3)-F(sp3), ma non tanto, considerando l'ibridazione sp2 del carbonio che tende a far accorciare il legame.
L'angolo FCF è molto più stretto rispetto al valore atteso di 120° per l'ibridazione sp2 dell'atomo centrale. Due fattori operanti nello stesso senso concorrono a questo risultato: teoria VSEPR, che prevede che un doppio legame occupi più spazio angolare rispetto ad un legame semplice (quindi ∠(FCF) < ∠(FCO)) e la regola di Bent, che prevede l'uso, da parte di un atomo (qui C) che si lega ad uno più elettronegativo di un altro  (qui F rispetto a O), di un orbitale ibrido avente minor carattere s dell'altro, il che comporta quindi un restringimento dell'angolo tra legami con il fluoro (FCF) rispetto al valore teorico di 120° e il conseguente allargamento degli altri due (FCO), come qui si osserva. 
Un andamento analogo per l'angolo XCX si osserva in COCl2 (111,91°) e anche nell'1,2-difluoroetene H2C=CF2, dove l'angolo FCF è ancora un po' più stretto (109,1°); anche nel fluoruro di metilene CH2F2, senza doppi legami, l'angolo FCF (108,49°) è leggermente più piccolo del valore teorico di 109,5°.

### Chimica ionica in fase gassosa
La molecola CF2O ha un'energia di ionizzazione pari a 13,04 eV, significativamente maggiore di quella di COCl2 (~11,2 eV).
L'affinità protonica del fluoruro di carbonile, che è una misura della sua basicità intrinseca, è pari a 666,7 kJ/mol:
F2C=O (g)  +  H+ (g)  →  [ F2C=O+–H  ←→  F2C+–O–H  ←→  +F=CF–O–H ] (g)
Come si può vedere, questo valore dell'affinità protonica è intermedio tra quelli dell'acqua (691 kJ/mol) o dell'aldeide formica (712,9 kJ/mol), che sono più basiche, e quelli dell'anidride carbonica (540,5 kJ/mol) o del tetrafluoruro di carbonio (529,3 kJ/mol), che sono meno basici.
Secondo dei calcoli quantomeccanici, nello ione molecolare che così si produce (F2C=O · H+) il protone si unisce all'atomo di ossigeno, generando così una struttura stabilizzata per risonanza con quattro forme limite.
Il fluoruro di carbonile in fase gassosa può comportarsi da acido di Lewis nei confronti di anioni alogenuro e pseudoalogenuro:
F2C=O (g) + F – (g) → [F3C–O –] (g)          ΔH° = -178 kJ/mol
F2C=O (g) + Cl – (g) → [F2ClC–O –] (g)          ΔH° = -52,3 kJ/mol
F2C=O (g) + C≡N – (g) → [F2(N≡C)C–O –] (g)          ΔH° = -98,3 kJ/mol

## Produzione ed utilizzi
COF2 può essere ottenuto dalla fluorurazione diretta del monossido di carbonio con fluoro elementare (ma la reazione è violenta), a differenza della clorurazione di CO con Cl2 per ottenere il fosgene, per la quale occorre l'intervento della luce. Si può anche preparare per fluorurazione di COCl2 con fluoruro di sodio in acetonitrile, con SbF5/SbF3 o anche con il difluoruro di argento.
Industrialmente, il fluoruro di carbonile viene prodotto facendo reagire in un reattore non catalitico il fluoro e il monossido di carbonio. La reazione di sintesi consta in una combustione del monossido di carbonio in cui l'ossigeno è sostituito, come comburente, dal fluoro.
{\displaystyle {\ce {CO + F2 -> COF2}}}
La reazione è di tipo radicalico, veloce ed estremamente esotermica, ovvero avviene con sviluppo di calore (530 kJ/mol).
Il reattore più comune per la sintesi del fluoruro di carbonile è costituito da un bruciatore non premiscelato che produce una fiamma che si sviluppa in uno scambiatore di calore.
Per evitare il surriscaldamento dell'impianto, lo scambiatore di calore e il bruciatore devono essere raffreddati continuamente per allontanare il calore che viene prodotto dalla reazione.
In caso di perdita del controllo termico del reattore si può verificare un successivo step di combustione con la formazione di tetrafluoruro di carbonio e ossigeno.
{\displaystyle {\ce {COF2 + F2 -> CF4 + O2}}}
L'eccessiva temperatura nella camera di combustione può portare, oltre che alla formazione di sottoprodotti, ad un precoce invecchiamento delle apparecchiature.
Per risolvere il problema del controllo della temperatura nella sintesi del fluoruro di carbonile è stato messo a punto un reattore di tipo CSTR in cui i gas, prima della reazione, vengono disciolti in un opportuno solvente. La reazione avviene così in fase liquida e il calore di reazione viene asportato per evaporazione del solvente.
Il fluoruro di carbonile viene prodotto in tracce anche nella combustione di polimeri fluorurati ad esempio il PTFE.
Viene usato come agente acilante o come agente fluorurante.

## Sicurezza
Il fluoruro di carbonile è tossico con un limite di esposizione raccomandato di 2 ppm come media ponderata nel tempo di 8 ore e 5 ppm come esposizione a breve termine (15 minuti medi).